# Laurence Bradshaw
Laurence Bradshaw (1899-1978) var en engelsk billedhugger, grafiker og kunstner. Bradshaw var socialist, siden sin ungdom og havde sluttet til Det britiske kommunistparti i begyndelsen af 1930'erne.
Bradshaw arbejdede med kunstneren Frank Brangwyn som assistent. I 1920'erne havde Brangwyn selv været assistent for den socialistiske kunstner William Morris. Bradshaw designede flere plakater til London Transport fra 1935 til 1937.
I 1955 vandt Bradshaw en konkurrence om et monumentet til Karl Marxs gravsted på Highgate Cemetery. Bradshaw designede hele Marxmonumentet, herunder soklen og kalligraferede teksterne på monumentet, men signerede ikke det. Bradshaw mente, at hans design skulle være "... ikke et monument over en mand alene, men over en stor tænker og en stor filosof." Graven blev udpeget en fredet monument i 1974.
Andre bemærkelsesværdige kommunistiske personligheder Bradshaw skulpturerede var den afroamerikanske forsker og aktivist W. E. B. Du Bois, Trinidad-musiker og skuespiller Edric Connor, den skotske digter Hugh MacDiarmid, og den britiske kommunistiske leder Harry Pollitt.